# Martin Benson
Martin Benjamin Benson, född 10 augusti 1918 i London, död 28 februari 2010 i Markyate, Hertfordshire, var en brittisk skådespelare.

## Rollista i urval
- 1949 – Under Capricorn
- 1956 – Kungen och jag
- 1956 – 23 steg till Baker Street
- 1957 – Doktorn är lös
- 1960 – En gång till älskling
- 1960 – Exodus
- 1960 – Gullivers resor
- 1960 – Oscar Wilde
- 1960, 1965 – Ett fall för John Drake (TV-serie) (2 avsnitt)
- 1962 – Satan sover aldrig
- 1963 – Cleopatra
- 1964 – Goldfinger
- 1964 – Skott i mörkret
- 1976 – Mohammed – härföraren
- 1976 – Omen
- 1977 – Onedinlinjen (TV-serie) (1 avsnitt)
- 1978 – De professionella (TV-serie) (1 avsnitt)
- 1978 – Helgonet återvänder (TV-serie) (1 avsnitt)
- 1980 – Havets vargar
- 1981 – Liftarens guide till galaxen (TV-serie) (2 avsnitt)
- 1998 – Last of the Summer Wine (TV-serie) (1 avsnitt)
- 1999 – Ängeln på sjunde trappsteget